# Терёшин, Дмитрий Александрович
Дмитрий Александрович Терёшин (р. 19 августа 1967 года, СССР) — преподаватель кафедры высшей математики МФТИ, известный деятель олимпиадного движения по математике для школьников, автор и соавтор ряда учебных пособий и статей по данному направлению. Лауреат Премии Правительства РФ в области образования (2010).

## Биография
Окончил факультет управления и прикладной математики МФТИ в 1990 г.
Преподаёт на кафедре высшей математики МФТИ.
Ведёт занятия по курсам Математический анализ, Аналитическая геометрия и линейная алгебра, Дифференциальные уравнения, Уравнения математической физики и др.
В 2014 году под научным руководством д.п.н., проф. МПГУ Валерия Александровича Гусева подготовил и защитил в МПГУ диссертацию «Методическая система обучения геометрии в классах физико-математического профиля на основе задачного подхода» на учёное звание кандидата педагогических наук (13.00.02).
Дмитрий Александрович также большое внимание уделяет поиску и поддержке одарённой в физико-математической области молодёжи, в том числе через систему физико-математических олимпиад и подготовку соответствующих учебно-методических пособий.
Д. А. Терёшин:
- сотрудник Лаборатории МФТИ по работе с одарёнными детьми,
- член Центральной предметно-методической комиссии и жюри Всероссийской олимпиады школьников по математике[3]
- автор и соавтор ряда книг и статей по данному направлению (см. библиографию).

## Награды и премии
В 2010 году был удостоен (совм. с  Н. А. Агахановым, Д. А. Александровым, И. И. Богдановым, П. А. Кожевниковым, С. М. Козелом, О. К. Подлипским, Ю. А. Самарским, В. П. Слободяниным) премии Правительства Российской Федерации в области образования за научно-практическую разработку «Система развития всероссийских предметных олимпиад школьников, отбора и подготовки национальных сборных команд России на международные олимпиады по физике и математике».

## Диссертация
- Методическая система обучения геометрии в классах физико-математического профиля на основе задачного подхода : диссертация … кандидата педагогических наук : 13.00.02 / Терёшин Дмитрий Александрович; [Место защиты: Моск. пед. гос. ун-т]. — Москва, 2014. — 190 с. : ил.
- Методическая система обучения геометрии в классах физико-математического профиля на основе задачного подхода : автореферат дис. … кандидата педагогических наук : 13.00.02 / Терёшин Дмитрий Александрович; [Место защиты: Моск. пед. гос. ун-т]. — Москва, 2015. — 25 с.

### Учебные курсы в сети
- Курсы Д. А. Терёшина // Abitu.Ru
- Курсы Д. А. Терёшина // ЗФТШ МФТИ